# Ilyasah Shabazz

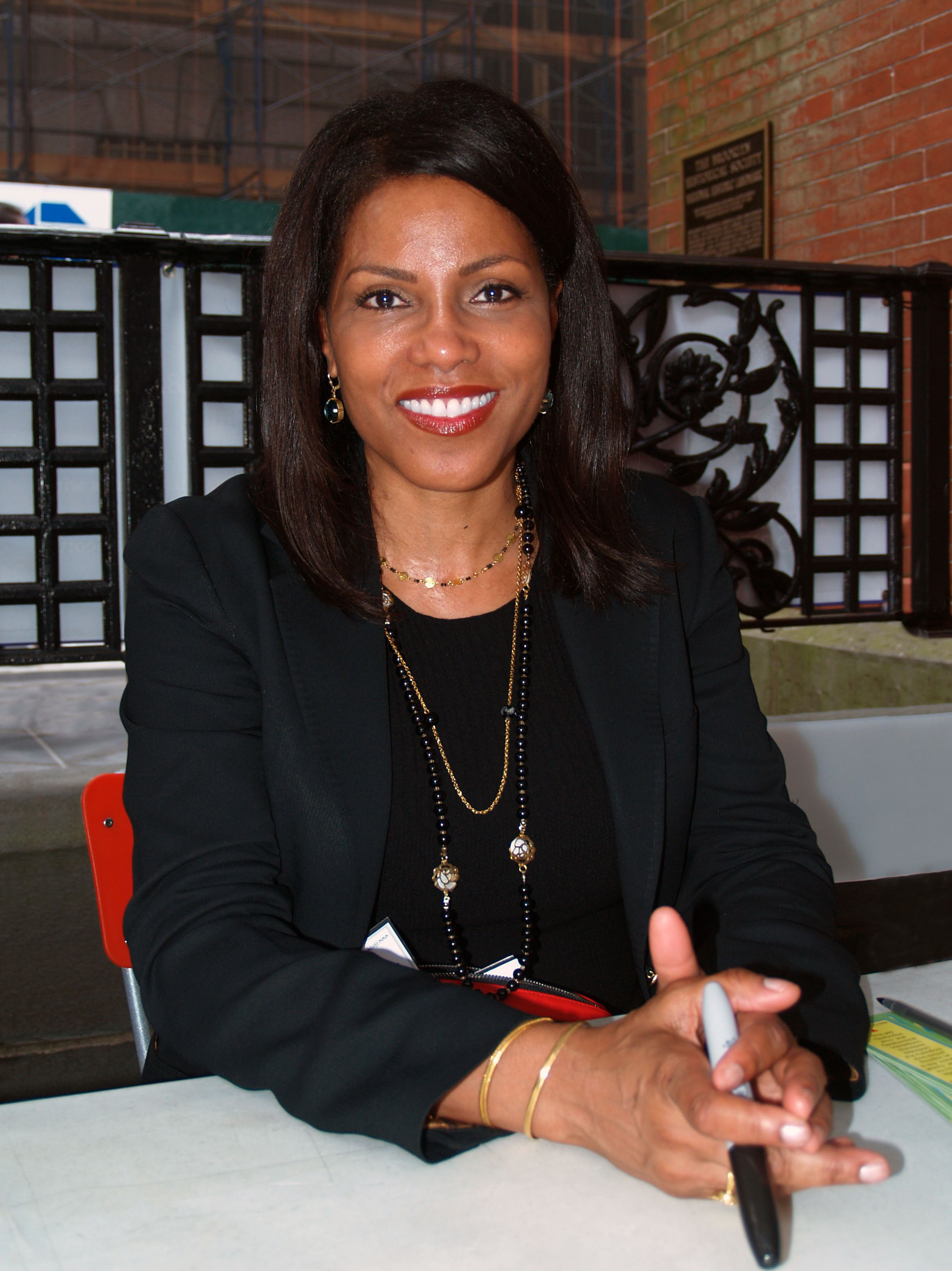
Ilyasah Shabazz, 2014

Ilyasah Shabazz (geb. 22. Juli 1962 in Brooklyn, New York) ist die dritte Tochter von Malcolm X und Betty Shabazz. Sie ist Schriftstellerin und bekannt für ihre Memoiren Growing Up X; außerdem ist sie Community Organizer, Aktivistin und Motivationsrednerin.

## Leben

### Jugend
Shabazz wurde nach Elijah Muhammad, dem Führer der Nation of Islam, benannt, der Gruppe, welcher ihre Eltern angehörten. Die Gruppe vertrat religiöse und black-nationalistische Ideen. Ihre Vorfahren stammten zu Teilen jeweils aus Afrika, Afro-Grenada, England und Schottland.
Im Februar 1965, im Alter von zwei Jahren, war Shabazz zusammen mit ihrer Mutter und ihren Schwestern bei der Ermordung ihres Vaters anwesend. Sie sagt selbst, dass sie keine Erinnerung an den Vorfall habe.
Sie wuchs in Mount Vernon auf.
Ihre Erziehung war unpolitisch und verlief in einer „racially integrated neighborhood“ (Rassen-integrierendes Stadtviertel) in Mount Vernon, New York. Ihre Familie beteiligte sich nie an Demonstrationen oder politischen Veranstaltungen. Zusammen mit ihren Schwestern besuchte sie den Jack-and-Jill-Club, einen sozialen Club für Kinder wohlhabender African Americans. Eine gewünschte Schauspielkarriere wurde von ihrer Mutter nicht unterstützt. Ihre Mutter verfolgte jedoch das Ziel, die Erinnerung an ihren Vater lebendig zu erhalten. Beispielsweise backte sie Kekse und gab ihrer Tochter Kekse, bei denen sie ein Stückchen abgebrochen hatte, um ihr den Eindruck zu vermitteln, dass ihr Vater auch davon gegessen habe.
Shabazz sagte in einem Interview:

„Meine Mutter sprach immer über unseren Vater, ihren Ehemann, aber... sie sprach nicht über die Dinge, die meinen Vater zur Ikone gemacht hatten.“

Shabazz las als College Student die Autobiographie um mehr über ihren Vater zu erfahren und schrieb sich in einen Kurs in Geschichte ein.
Shabazz erhielt ihre Ausbildung an der Hackley School. Nach der Highschool, besuchte sie die State University of New York at New Paltz. Als sie dort begann, erwarteten andere afroamerikanische Studenten, dass sie ein Heißsporn sein müsse. Sie hatten sie schon im Voraus als Officer der Black Student Union gewählt.
Nach der Graduierung erwarb Shabazz einen Master in Education and Human Resource Development der Fordham University.
Shabazz lebt in New Rochelle, Southern Westchester.

### Karriere
Shabazz arbeitete über ein dutzend Jahre für die City of Mount Vernon, unter anderem als Director of Public Relations, Director of Public Affairs and Special Events und Director of Cultural Affairs.
2002 verfasste Shabazz Growing Up X, Memoiren ihrer Kindheit und ihre persönliche Sicht auf ihren Vater. Es erhielt einen Preis NAACP Image Award for Outstanding Literary Work, Nonfiction. Als gläubige Muslimin unternahm sie eine Haddsch nach Mekka, wie schon ihr Vater (1964) und ihre Mutter (1965).
2014 verfasste Shabazz das Kinderbuch Malcolm Little: The Boy Who Grew Up to Become Malcolm X, ein Kinderbuch über die Kindheit ihres Vaters. Es wurde erneut für einen NAACP Image Award for Outstanding Literary Work, Children’s nominiert. Im folgenden Jahr verfasste sie einen Roman für junge Erwachsene, X, über dasselbe Thema. Das Buch war unter den zehn Finalisten des National Book Award for Young People’s Literature und gewann den NAACP Image Award für herausragende literarische Werke für Jugendliche/Teens. Außerdem wurde es bei den Coretta Scott King Awards geehrt und mit dem Walter Dean Myers Awards for Outstanding Children’s Literature ausgezeichnet. Ihr Buch für 8-12-Jährige (Middle grade fiction) über die Kindheit ihrer Mutter, Betty Before X, wurde im Januar 2018 veröffentlicht.
Shabazz ist Vorstandsmitglied für das Malcolm X and Dr. Betty Shabazz Memorial and Educational Center, die Malcolm X Foundation und das Harlem Symphony Orchestra. 2017 war sie Adjunct Professor am John Jay College of Criminal Justice.

## Werke
- Malcolm Little: The Boy Who Grew Up to Become Malcolm X. Illustrationen von A.G. Ford. Atheneum Books for Young Readers, New York 2014 ISBN 978-1-4424-1216-3
- Ilyasah Shabazz, Renée Watson: Betty Before X. Farrar, Straus and Giroux, New York 2018. ISBN 978-0-374-30610-6
- mit Kim McLarin: Growing Up X: A Memoir by the Daughter of Malcolm X. One World, New York 2002. ISBN 978-0-345-44495-0
- mit Herb Boyd: The Diary of Malcolm X: 1964. Third World Press, Chicago 2014. ISBN 978-0-88378-351-1
- mit Kekla Magoon: X: A Novel. Candlewick Press, Somerville, Massachusetts 2015. ISBN 978-0-7636-6967-6
- mit Tiffany D. Jackson: The Awakening of Malcolm X. Farrar, Straus and Giroux, New York 2021. ISBN 978-0-374-31329-6

### Artikel
- How Betty Shabazz Persevered After Her Husband, Malcolm X, Was Killed. In: The Daily Beast, thedailybeast.com 2. Februar 2013.
- What Would Malcolm X Think? In: The New York Times 21. Februar 2015.
- My Mother, Dr. Betty Shabazz, Taught Me Every Child Deserves to Know They’re Worthy. NBC News, nbcnews.com 27. Februar 2018.